# Wiltrud Probst
Pour les articles homonymes, voir Probst.
Wiltrud Probst (née le 29 mai 1969) est une joueuse de tennis allemande, professionnelle de 1985 à 1999.
En 1990, elle a joué les huitièmes de finale à Roland-Garros (battue par Conchita Martínez), sa meilleure performance dans une épreuve du Grand Chelem.
Wiltrud Probst a gagné deux titres WTA en simple pendant sa carrière.

## Palmarès

### Titres en simple dames
| No | Date       | Nom et lieu du tournoi                     | Catégorie | Dotation  | Surface      | Finaliste    | Score         |          |
| -- | ---------- | ------------------------------------------ | --------- | --------- | ------------ | ------------ | ------------- | -------- |
| 1  | 05-02-1990 | Fernleaf International Classic, Wellington | Tier V    | 75 000 $  | Dur (ext.)   | Leila Meskhi | 1-6, 6-4, 6-0 | Parcours |
| 2  | 04-05-1992 | Belgian Open, Waregem                      | Tier V    | 100 000 $ | Terre (ext.) | Meike Babel  | 6-2, 6-3      | Parcours |

### Finale en simple dames
Aucune

### Titre en double dames
Aucun

### Finales en double dames
| No | Date       | Nom et lieu du tournoi                  | Catégorie | Dotation  | Surface         | Vainqueures                     | Partenaire       | Score         |          |
| -- | ---------- | --------------------------------------- | --------- | --------- | --------------- | ------------------------------- | ---------------- | ------------- | -------- |
| 1  | 15-09-1986 | Athens Trophy Athènes                   |           | 75 000 $  | Terre (ext.)    | Isabel Cueto Arantxa Sánchez    | Silke Meier      | 4-6, 6-2, 6-4 | Parcours |
| 2  | 20-08-1990 | OTB International Open Schenectady      | Tier V    | 75 000 $  | Dur (ext.)      | Alysia May Nana Miyagi          | Linda Ferrando   | 6-4, 5-7, 6-3 | Parcours |
| 3  | 06-07-1992 | Citroen Cup Austrian Open Kitzbühel     | Tier IV   | 150 000 $ | Terre (ext.)    | Florencia Labat Alexia Dechaume | Amanda Coetzer   | 6-3, 6-3      | Parcours |
| 4  | 25-10-1993 | Nokia Grand Prix Essen                  | Tier II   | 375 000 $ | Moquette (int.) | Arantxa Sánchez Helena Suková   | Christina Singer | 7-6, 6-2      | Parcours |
| 5  | 10-04-1995 | Gallery Furniture Championships Houston | Tier II   | 430 000 $ | Terre (ext.)    | Nicole Arendt Manon Bollegraf   | Rene Simpson     | 6-4, 6-2      | Parcours |
| 6  | 24-07-1995 | Styrian Open Maria Lankowitz            | Tier IV   | 107 500 $ | Terre (ext.)    | Silvia Farina Andrea Temesvári  | Alexandra Fusai  | 6-2, 6-2      | Parcours |
| 7  | 28-07-1997 | Styria Open Maria Lankowitz             | Tier IV   | 107 500 $ | Terre (ext.)    | Eva Melicharová Helena Vildová  | Radka Bobková    | 6-2, 6-2      | Parcours |

## Parcours en Grand Chelem

### En simple dames
| Année | Open d'Australie | Open d'Australie  | Internationaux de France | Internationaux de France | Wimbledon       | Wimbledon          | US Open         | US Open           |
| 1987  | 2e tour (1/32)   | Andrea Holíková   | 1er tour (1/64)          | Anne Minter              | 1er tour (1/64) | Anne Hobbs         | 1er tour (1/64) | Sara Gomer        |
| 1988  | 1er tour (1/64)  | C. Kohde-Kilsch   | 2e tour (1/32)           | Isabelle Demongeot       | 1er tour (1/64) | Etsuko Inoue       | 1er tour (1/64) | Barbara Potter    |
| 1989  | 1er tour (1/64)  | Katrina Adams     | 1er tour (1/64)          | Laura Arraya             | -               | -                  | -               | -                 |
| 1990  | 1er tour (1/64)  | Helen Kelesi      | 4e tour (1/8)            | Conchita Martínez        | 1er tour (1/64) | Heather Ludloff    | 2e tour (1/32)  | Sabine Appelmans  |
| 1991  | 2e tour (1/32)   | Donna Faber       | 1er tour (1/64)          | Regina Kordová           | 3e tour (1/16)  | Jennifer Capriati  | 1er tour (1/64) | Natasha Zvereva   |
| 1992  | -                | -                 | 2e tour (1/32)           | Ann Grossman             | 1er tour (1/64) | Nicole Provis      | -               | -                 |
| 1993  | 2e tour (1/32)   | Nathalie Tauziat  | 2e tour (1/32)           | Leila Meskhi             | 1er tour (1/64) | Chanda Rubin       | 1er tour (1/64) | Lindsay Davenport |
| 1994  | 2e tour (1/32)   | Lindsay Davenport | 2e tour (1/32)           | Alexia Dechaume          | 2e tour (1/32)  | Jana Novotná       | -               | -                 |
| 1995  | 2e tour (1/32)   | Lindsay Davenport | 1er tour (1/64)          | Florencia Labat          | 1er tour (1/64) | Inés Gorrochategui | -               | -                 |
| 1997  | 2e tour (1/32)   | Natasha Zvereva   | 1er tour (1/64)          | Cătălina Cristea         | 1er tour (1/64) | Jana Novotná       | 2e tour (1/32)  | Lindsay Davenport |
| 1998  | 1er tour (1/64)  | Martina Hingis    | 1er tour (1/64)          | Barbara Schwartz         | -               | -                  | -               | -                 |

À droite du résultat, l’ultime adversaire.

### En double dames
| Année | Open d'Australie            | Open d'Australie           | Internationaux de France     | Internationaux de France   | Wimbledon                   | Wimbledon                  | US Open                    | US Open                     |
| 1987  | 1er tour (1/16) A. Holíková | Louise Allen Elna Reinach  | 2e tour (1/16) P. Tarabini   | Kohde-Kilsch Helena Suková | 1er tour (1/32) A. Sánchez  | Elise Burgin R. Fairbank   | -                          | -                           |
| 1988  | 2e tour (1/16) C. Porwik    | H. Mandlíková Jana Novotná | -                            | -                          | 1er tour (1/32) A. Sánchez  | I. Driehuis M. Mesker      | 1er tour (1/32) M. Reinach | Lori McNeil B. Nagelsen     |
| 1989  | 1er tour (1/32) A. Betzner  | M. Bollegraf Nicole Provis | 1er tour (1/32) P. Langrová  | Jo Durie MJ Fernández      | -                           | -                          | -                          | -                           |
| 1990  | 1er tour (1/32) C. Dahlman  | Louise Allen M. Jaggard    | 3e tour (1/8) E. Pampoulova  | S. Cecchini P. Tarabini    | 2e tour (1/16) C. Porwik    | M. L. Piatek Wendy White   | 2e tour (1/16) C. Porwik   | Patty Fendick Zina Garrison |
| 1991  | 1er tour (1/32) C. Porwik   | B. Cordwell J. Richardson  | 3e tour (1/8) G. Helgeson    | A. Sánchez Helena Suková   | 1er tour (1/32) A. Dechaume | Kathy Jordan Lori McNeil   | 2e tour (1/16) L. Ferrando | Sandy Collins R. McQuillan  |
| 1992  | -                           | -                          | 1er tour (1/32) Meike Babel  | K. Maleeva B. Rittner      | 1er tour (1/32) Meike Babel | Anke Huber Kohde-Kilsch    | -                          | -                           |
| 1993  | 1er tour (1/32) N. Jagerman | Lori McNeil Rennae Stubbs  | 1er tour (1/32) C. Singer    | L. Neiland Jana Novotná    | 2e tour (1/16) K. Kschwendt | Pam Shriver E. Smylie      | 1er tour (1/32) C. Singer  | Silvia Farina L. Ferrando   |
| 1994  | 1er tour (1/32) C. Singer   | Elna Reinach J. Strnadová  | 3e tour (1/8) C. Singer      | Silvia Farina G. Helgeson  | 2e tour (1/16) Anke Huber   | G. Fernández N. Zvereva    | -                          | -                           |
| 1995  | 3e tour (1/8) D. Scott      | E. Maniokova Leila Meskhi  | 1er tour (1/32) Rene Simpson | Radka Bobková M. Koutstaal | 1er tour (1/32) D. Scott    | G. Sabatini B. Schultz     | -                          | -                           |
| 1996  | 1er tour (1/32) C. Singer   | K. Guse Patricia Hy        | 1er tour (1/32) C. Singer    | C. Martínez P. Tarabini    | 3e tour (1/8) C. Singer     | L. Davenport MJ Fernández  | -                          | -                           |
| 1997  | 1er tour (1/32) P. Schnyder | Krivencheva F. Perfetti    | 2e tour (1/16) Ai Sugiyama   | R. Dragomir Iva Majoli     | 1er tour (1/32) Ai Sugiyama | Chanda Rubin B. Schultz    | 2e tour (1/16) Ai Sugiyama | G. Fernández N. Zvereva     |
| 1998  | 1er tour (1/32) A. Sidot    | R. Dragomir Iva Majoli     | 3e tour (1/8) Meike Babel    | A. Kournikova L. Neiland   | 2e tour (1/16) Meike Babel  | Katrina Adams M. Bollegraf | -                          | -                           |
| 1999  | -                           | -                          | -                            | -                          | 2e tour (1/16) C. Singer    | M. de Swardt E. Tatarkova  | -                          | -                           |

Sous le résultat, la partenaire ; à droite, l’ultime équipe adverse.

### En double mixte
| Année | Open d'Australie            | Open d'Australie         | Internationaux de France     | Internationaux de France  | Wimbledon                    | Wimbledon                 | US Open | US Open |
| 1992  | -                           | -                        | 1er tour (1/32) Dave Randall | Leila Meskhi Girts Dzelde | 1er tour (1/32) Dave Randall | Gretchen Rush Todd Nelson | -       | -       |
| 1995  | -                           | -                        | 1er tour (1/32) Dave Randall | Katrina Adams Kelly Jones | 2e tour (1/16) Dave Randall  | L. Neiland M. Woodforde   | -       | -       |
| 1996  | 1er tour (1/16) David Adams | Hetherington J. de Jager | -                            | -                         | -                            | -                         | -       | -       |

Sous le résultat, le partenaire ; à droite, l’ultime équipe adverse.

## Parcours en Coupe de la Fédération
| #                                                                   | Date       | Lieu       | Surface         | Gagnante(s)                    | Perdante(s)                   | Score      |          |
|                                                                     |            |            |                 |                                |                               |            |          |
| 1990 - 1er tour (groupe mondial) - Allemagne - Argentine - 2 : 1    |            |            |                 |                                |                               |            |          |
| 1                                                                   | 23/07/1990 | Atlanta    | Dur (ext.)      | Bettina Fulco Florencia Labat  | Isabel Cueto Wiltrud Probst   | 6-4, 6-2   | Parcours |
|                                                                     |            |            |                 |                                |                               |            |          |
| 1990 - 2e tour (groupe mondial) - Allemagne - Pays-Bas - 1 : 2      |            |            |                 |                                |                               |            |          |
| 2                                                                   | 23/07/1990 | Atlanta    | Dur (ext.)      | Manon Bollegraf Brenda Schultz | Claudia Porwik Wiltrud Probst | 7-65, 7-62 | Parcours |
|                                                                     |            |            |                 |                                |                               |            |          |
| 1998 - 1/4 de finale (groupe mondial) - Allemagne - Espagne - 2 : 3 |            |            |                 |                                |                               |            |          |
| 3                                                                   | 18/04/1998 | Sarrebruck | Moquette (int.) | Conchita Martínez Magüi Serna  | Andrea Glass Wiltrud Probst   | 6-4, 7-65  | Parcours |

## Classements WTA en fin de saison

### En simple
| Année | 1986 | 1987 | 1988 | 1989 | 1990 | 1991 | 1992 | 1993 | 1994 | 1995 | 1996 | 1997 | 1998 |
| Rang  | 135  | 99   | 80   | 90   | 40   | 128  | 40   | 101  | 68   | 143  | 113  | 88   | 176  |

Source : (en) « Classements de Wiltrud Probst », sur le site officiel du WTA Tour

### En double
| Année | 1986 | 1987 | 1988 | 1989 | 1990 | 1991 | 1992 | 1993 | 1994 | 1995 | 1996 | 1997 | 1998 |
| Rang  | 127  | 133  | 138  | 137  | 103  | 79   | 50   | 112  | 90   | 36   | 98   | 114  | 99   |

Source : (en) « Classements de Wiltrud Probst », sur le site officiel du WTA Tour